# 西中島きなこ
西中島きなこ（にしなかじま きなこ）は、日本の音楽家、音楽プロデューサー。

## 来歴
2017年：トリプルファイヤー吉田靖直との作品を発表。
2018年1月27日：サニーデイ・サービスの曽我部恵一をメインゲストに迎え、ロフトプラスワンウエストにて自主企画を開催。
2018年3月28日：エイベックス主催オーディション「TOKYO BIG UP!2018」ファイナリスト7組に選出されたが本人は東京に行かず、イベント当日はtamanaramen（玉名ラーメン）,オカザえもんが代理として出演。
2018年7月1日：チャリティー企画「オカザえもんフレンズ」をバレーボウイズのネギ、3776らと結成し、児童養護施設にCDの売上を寄付。
2019年：ぴーぴる（ミスマガジン2019読者特別賞）のソロ曲を制作。あいうえまし子（元SAKA‐SAMA）のソロ曲を制作。
2020年4月17日：鎮座DOPENESS、モーモールルギャバンのヤジマⅩ、8ottoの前之園マサキを招いて大阪の防災会館にてチャリティー音楽イベントを開催予定だったが新型コロナウイルスの流行の影響で中止になった。6月25日：クリエイティブマンが主催する『出れんの!?スパソニ!?（例年は出れんの!?サマソニ!?）』にて応募総数1861組の中からファイナリスト41組に選出されたが、新型コロナの影響で中止。
2021年8月8日：お笑いコンビ「女と男」の市川義一とユニットを組み、YouTubeに歌ネタ動画「スクープSONG」を公開。
2022年1月15日：ロフトプラスワンウエストにて自主企画イベント「ウエスト祭vol.1」を開催。ゲストには花音うらら、ゆいにしお、他が出演。5月22日：Have a Nice Day!メンバーの遊佐春菜レコ発イベント大阪編を企画。
2023年：期間限定で大阪の大学生に楽曲提供をおこなったプロジェクト「バンドTHEハオルチアオブツーサ」にて閃光ライオットにエントリー。応募総数3674組の中から音源1次審査302組に選出。その後リリースしたCDアルバムはタワーレコード渋谷店インディーズ週間チャート4位にランクイン。
2024年6月19日：セブンティーン専属モデルの小國舞羽ソロ音楽プロジェクト「nimau」プロデュース。（ニュース記事）
2025年3月22日：テレビ大陸音頭をゲストに迎えてイベントを企画。（ニュース記事）

## 主な作品
2017年
5月31日：トリプルファイヤー/吉田靖直とのコラボ作品「ナイスなヤング」発売。
6月21日：シングル「EDMはポップコーン」発売。井出ちよの（3776）と吉田靖直とのコラボ作品。
7月26日：ディスクユニオン限定アルバム「ナイスなユニオン」発売。
12月6日：全国流通フルアルバム「西中島きなこ＋吉田靖直」発売
2018年：7月1日、全国流通フルアルバム「オカザえもんフレンズ」発売。
2020年：大阪FLAKE RECORDS限定でCD-R「おせち遊園」をリリース。

## 出演

### テレビ
- 5時に夢中!（2019年1月8日放送）※ナタリーによるニュース記事

## 楽曲提供
- スーパーマーケット西友のCM音楽を担当。出演：新鮮なたまご、映像：最後の手段[18]。
- セブンティーン専属モデル・小國舞羽ソロ音楽プロジェクト「nimau」への楽曲提供。
- ぴーぴる（963）に「グライダー／ハンドスプリングガール」の2曲を提供。
- 小阪由佳に「ゆりかご」を提供。※ナタリーによるニュース記事
- 女性2人組ユニット「おせち遊園」をプロデュースし、大阪のFLAKERECORDSからCD-Rを発売。FM802の番組「MIDNIGHT GARAGE」で曲が流された。

## ライブ活動
- 2018年1月27日、西中島きなこ企画「笑美点」[19]場所：ロフトプラスワンウエスト、ゲスト：曽我部恵一（サニーデイ・サービス）、オオルタイチ、バレーボウイズ、オカザえもん、ぱいなっぷるくらぶ。
- 2019年4月30日、おべんとピクニック a.k.a. 西中島きなこ & 垣井しょうゆ名義で大阪なんばベアーズに出演。
- 2020年4月17日、防災会館チャリティーふれあいコンサートを開催。ゲストは鎮座dopeness、モーモールルギャバンのヤジマⅩ、８ottoの前之園マサキ。

## 動画

### ミュージックビデオ
- 主にSPACE SHOWER MUSICのYouTubeチャンネルからMVを公開していた[20]。

## コラボレーションした主な人物
- オカザえもん（ご当地キャラ）
- 小國舞羽（nimau名義の音楽プロジェクトにて）
- 遊佐春菜（Have a Nice Day!）
- ネギ（バレーボウイズ）[21]
- ぴーぴる（ミスマガジン2019読者特別賞）
- 吉田靖直（トリプルファイヤー）[14]
- tamanaramen（玉名ラーメン）
- 市川義一（女と男）※ニュース記事
- つちもちしんじ（イラストレーター）
- 小阪有花（グラビアアイドル）
- たむらま[22]
- チョップリン（松竹芸能）[23]
- 井出ちよの（3776）[14]
- 花音うらら
- あいうえまし子（元SAKA‐SAMA・現APOKALIPPS）
- 杉岡みどり（吉本興業）
- 有頂天まも
- 田渕正浩
- 祝茉莉（ミスiD2015個人賞）[24]
- 最後の手段（映像作家）[18]
- 963（アイドル）[25]
- 秋乃ゆに（吉本興業）[26]
- バクバクちゃん（ゆるキャラ）
- おせち遊園（FLAKERECORDS限定でCD-R発売）をプロデュース。

## 特集インタビュー
- 西中島きなこインタビュー‐音楽ナタリー
- 西中島きなこ「西中島きなこ＋吉田靖直」インタビュー - 音楽ナタリー
- 西中島きなこ「西中島きなこベスト2」インタビュー‐音楽ナタリー
- 西中島きなこ＋吉田靖直『西中島きなこ＋吉田靖直』 個性派トラックメイカー&ヴォーカリストが、ポップなグルーヴと弛緩した空気を増幅させたコラボ盤を完成! - Mikiki